# 薩莫盧斯基夫齊
49°9′14″N 26°6′47″E / 49.15389°N 26.11306°E
薩莫盧斯基夫齊（烏克蘭語：Самолусківці）是位於烏克蘭西部特諾皮爾州裏喬爾特基夫區的村莊，處於泰納河畔，分別距離利奇基夫齊2公里和舊尼日比羅克4.5公里，始建於1650年，面積3.43平方公里，2001年人口1,059。